# Storie neerlandesi
Le Storie neerlandesi (Nederlandsche Historien) di P.C. Hooft sono un'opera monumentale della letteratura olandese del XVII secolo che narra la storia della rivolta olandese contro il re Filippo II di Spagna. L'opera venne redatta tra il 1628 e la morte dell'autore nel 1647. In quest'opera non vi è un singolo protagonista, ma piuttosto l'intero popolo olandese che assume il ruolo di eroe. L'epopea della ribellione, così come viene descritta, conserva un'impronta classica che si rifà soprattutto all'opera storiografica di Publio Cornelio Tacito. Secondo il critico letterario Gerard Knuvelder, nelle Storie Neerlandesi il "rinascimento olandese" raggiunge uno dei suoi massimi splendori, poiché è "l'opera in prosa più potente del Seicento". Nel 1642 furono pubblicati i primi venti libri. Dopo la morte di Hooft, nel 1654 apparvero anche gli ultimi sette libri completati.
Un elemento distintivo è lo stile di Hooft, caratterizzato da una concisione e una compattezza che rappresentano l'apice della sua arte.

## Genesi dell'opera
Lo storico romano Tacito è stato un modello per Hooft. Egli dedicò gli anni 1628-1647, gli ultimi venti anni della sua vita, a quest'opera storica, per la quale si preparò con anni di meticolosa ricerca: "con la massima accuratezza", afferma Knuvelder, Hooft "ha sviscerato le fonti, confrontato e valutato i dati, pesato le testimonianze delle parti prima di procedere a raccontare i fatti e esprimere un giudizio con la cautela che un 'moderno' storico adotta." Hooft arrivò a scrivere 27 libri, dei quali ne pubblicò venti durante la sua vita.
Il critico letterario Lieven Rens descrive lo stile come "un olandese forgiato e battuto à la Tacito", che non ha eguali per "forza di formulazione, bellezza virile e ritmica nobiltà". Secondo Knuvelder, si tratta di un'opera seria e il lettore "percepisce nel tono e nel modo" che Hooft affronta questioni di stato e di guerra che gli "premevano profondamente". Tuttavia, non è "una stesura noiosa", poiché "lo spirito giocoso" di Hooft è visibile dove appropriato. Lo stile di scrittura è adattato alla natura di ciascuna parte, "liricamente ispirato o drammaticamente esposto", con discorsi riportati nel discorso indiretto. Soprattutto, l'opera si distingue per "uno stile conciso - come il culmine della sua arte" - ma non è una lettura leggera. "La scrittura è solenne e potente", "la ricca lingua olandese è splendida e personale", muovendo il cuore e "ampliando e abbracciando la mente".

## Contenuto

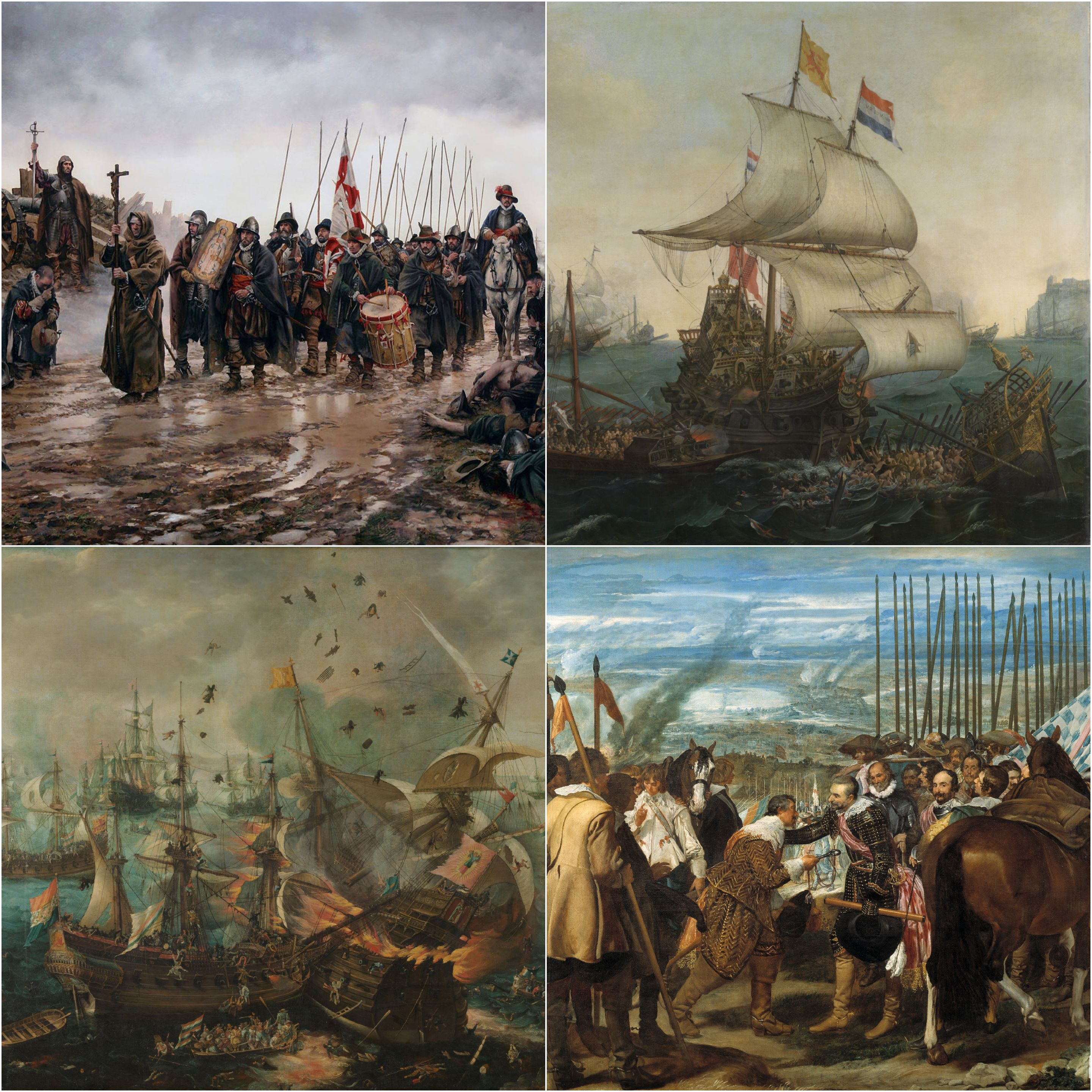
La Guerra degli 80 anni in alcuni dipinti olandesi del XVII sec. d.C

Hooft organizzò il suo materiale attorno a quelli che egli considerava i "punti cruciali di questa storia".Il progetto è stato strutturato secondo gli standard scientifici dell'epoca. Sono presenti numerosi ritratti incisivi e ampie descrizioni di persecuzioni religiose, assedi e battaglie. Inoltre, include acute riflessioni politiche e filosofiche. L'opera offre una sintesi della concezione di Hooft riguardo alla "governance mondiale e statale, alla vita e alla storia".
I primi venti libri trattano la storia dei Paesi Bassi settentrionali dal 1556 al 1584. L'analisi storiografica inizia con la salita al trono di Filippo II di Spagna, il quale ereditò una sconfinata monarchia multiconfessionale, dove ufficialmente l'unica religione ammessa era il cattolicesimo. I Paesi Bassi erano una provincia importante che era finito nei possedimenti degli Asburgo dai tempi di Carlo V.  Il governo di Filippo II fu caratterizzato da un fortissimo centralismo e da misure repressive contro il protestantesimo, che creò un clima di tensione tra i cattolici sostenitori della corona e i protestanti. Con l'intensificarsi delle persecuzioni religiose e l'imposizione di tasse sempre più elevate, il malcontento tra i nobili olandesi e la popolazione crebbe. Questo portò a una serie di ribellioni, iniziando con la ribellione iconoclastica nel 1566, durante la quale i riformatori protestanti distrussero immagini e simboli cattolici.
Nel 1568, il conte Alberto di Nassau, sostenitore della causa olandese, avviò una guerra aperta contro il dominio spagnolo, dando inizio alla Guerra degli Ottant'anni. Guglielmo d'Orange, noto anche come il Taciturno, emerse come leader principale della resistenza olandese e divenne un'icona assoluta della lotta per la libertà e l'autonomia. La sua visione politica e le sue abilità strategiche giocarono un ruolo cruciale nella guida della ribellione contro le forze spagnole.
Il periodo descritto da Hooft culmina nel 1584 con l'assassinio di Guglielmo d'Orange, avvenuto ad opera di un sicario a Delft, un evento che segnò un momento critico nella guerra d'indipendenza olandese. La sua morte rappresentò una grande perdita per il movimento ribelle, ma la causa continuò a vivere e a guadagnare slancio, portando alla eventuale proclamazione della Repubblica delle Sette Province Unite nel 1588.

## Influenza dell'opera
Su consiglio di Costantijn Huygens, lo statolder Federico Enrico d'Orange premiò Hooft per le sue Historien con un vaso d'acqua argenteo e un bacile.
Il critico Conrad Busken Huet vide il più tipico di Hooft come storico nella sua simpatia per "eroismo, virtù, grandezza". Knuvelder sostiene che quest'opera storica ha "contribuito in modo determinante a formare l'immagine che il grande pubblico ha della rivolta e della Guerra degli Ottant'anni".